# Грудень

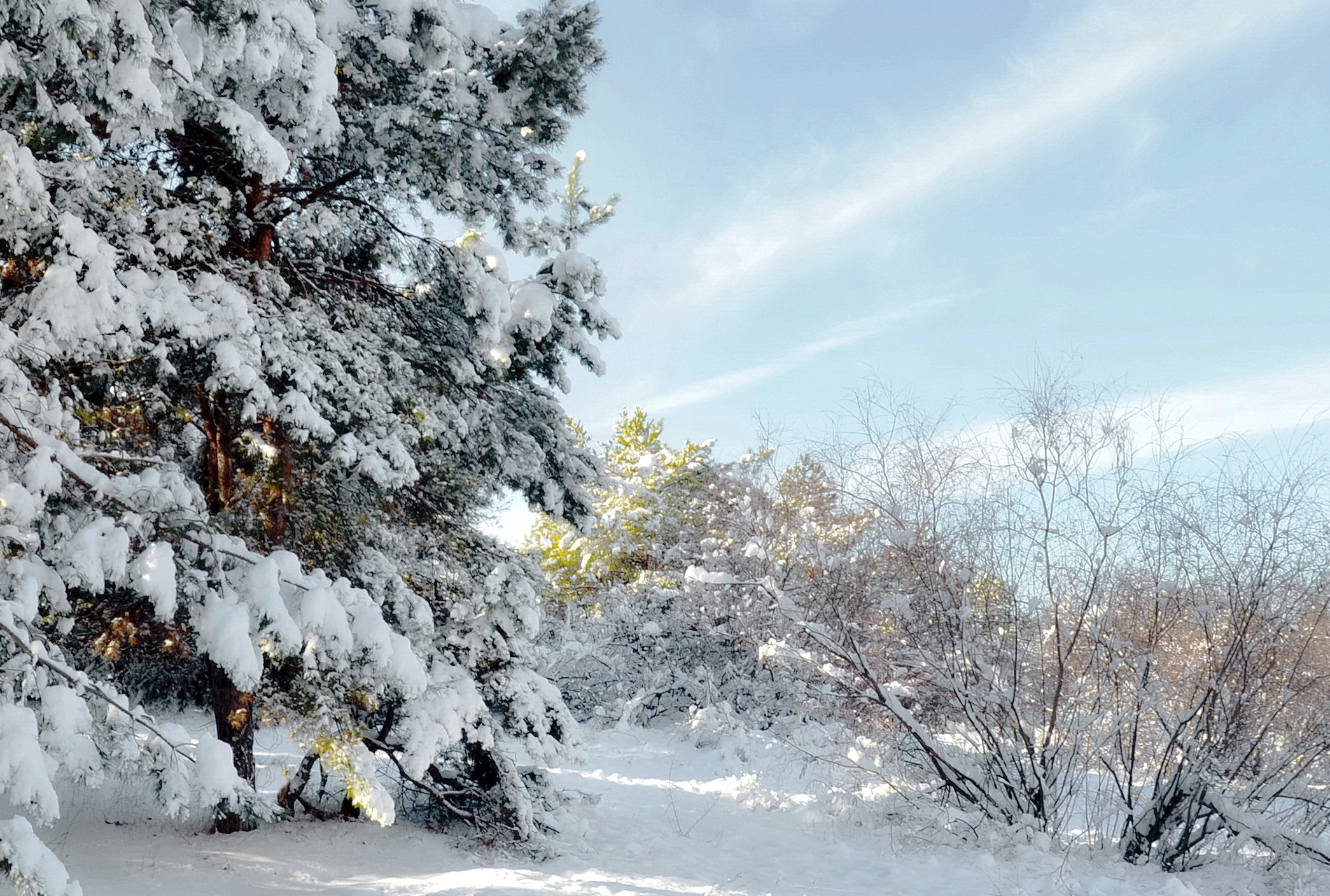
Грудень в Україні

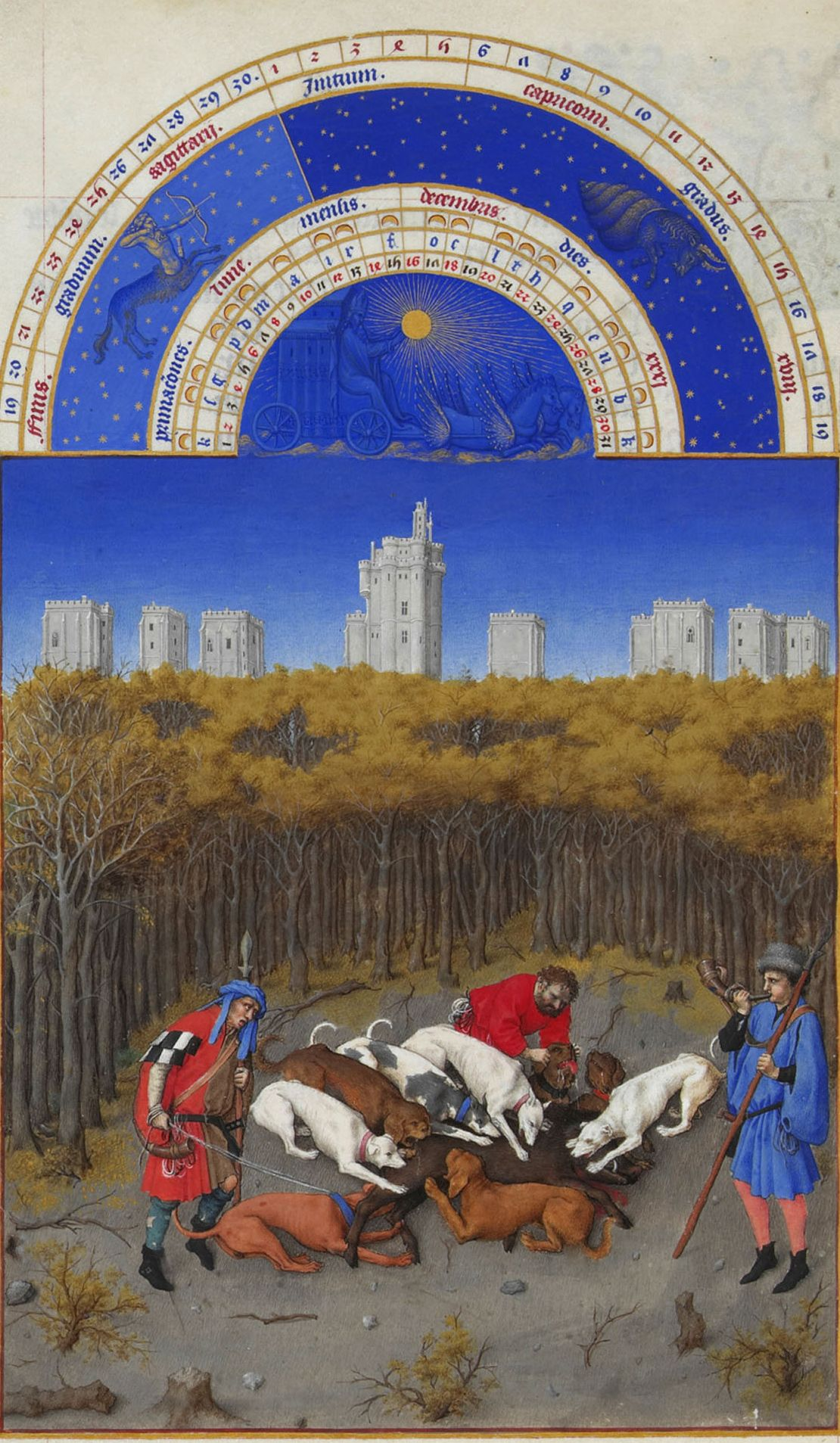
Мініатюра Грудень з «Розкішного часослова герцога Беррійського».

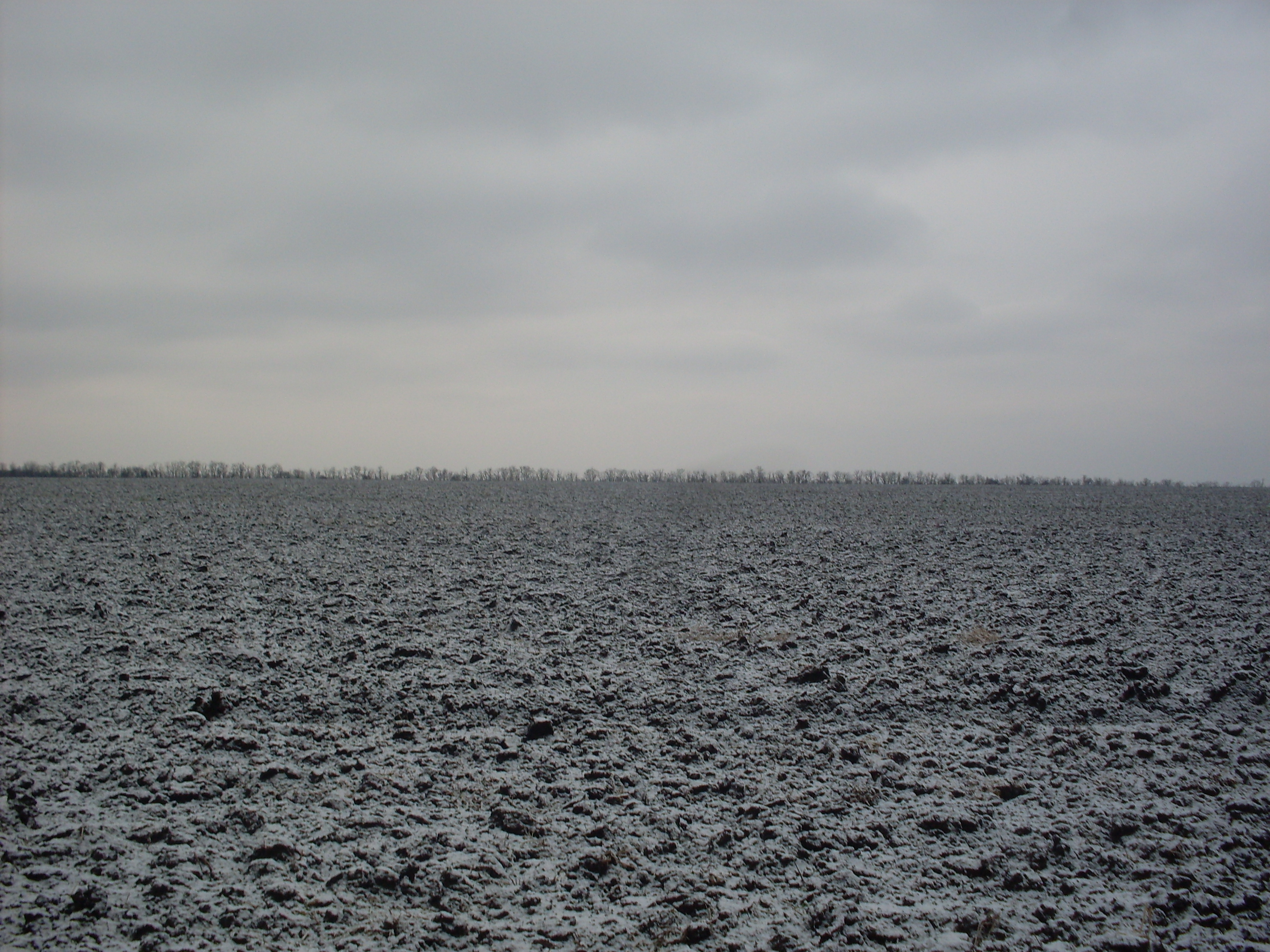
Замерзле поле. Поява грудок на зораній землі свідчила про початок зими.

- I Січень
- II Лютий

- III Березень
- IV Квітень
- V Травень

- VI Червень
- VII Липень
- VIII Серпень

- IX Вересень
- X Жовтень
- XI Листопад

- XII Грудень

Гру́день, заст. сту́день — дванадцятий місяць року в юліанському та григоріанському календарях. Один із семи місяців, що налічують 31 день.

## Назва
Українська назва місяця пов'язана зі словом «груда», або «грудка». У цей час зорані поля замерзали та бралися грудками, що відзначало закінчення пори осіннього зябу. Можливо, саме прасл. *grudьnь (від *gruda — «мерзла земля») було первісним найменням місяця в давньослов'янському календарі. Співзвучні назви вживаються в польській (grudzień) та литовській (gruodis) мовах.
Давньоруські писемні пам'ятки згадують місяць як стоуденъ, стоуденꙑи, стоу(д)нꙑи — себто холодний, студений (від прасл. *studъ / studa «прохолода, свіжість, холод, мороз»). Натомість назва гроуденъ, гроудень засвідчена в значенні «листопад», зокрема в Іпатіївському літописі 1097 року: 
|                           | Поидоша с нимь въскорѣ на колѣхъ, а по грꙋднꙋ пути, бѣ бо тогда мс̑ць грꙋдєнъ, рєкшє ноꙗбрь. |
| — «Повість врем'яних літ» |                                                                                             |

У староукраїнських джерелах XVI—XVII століть трапляються такі наймення грудня: просинецъ, стꙋден(ь), грꙋден(ь).
Згідно зі «Словарем української мови» Бориса Грінченка, на більшій частині України слова «листопад», «грудень» і «студень» уживалися в давньоруському значенні аж до початку XX ст. (як назви 10-го, 11-го та 12-го місяців відповідно). Зокрема, такі наймення засвідчені в газеті «Хлібороб» під редакцією Миколи та Володимира Шеметів. В той же час у галицьких календарях назви місяців були аналогічні сучасним. Уживалися й інші народні назви: мостови́к, стужа́йло, вітрози́м, зи́мник, лютові́й, хму́рень, тру́сим, лю́тень, а також: студинець, мочавець / мочарець, казидоро́га, про́синець / про́симець, андріїв, андріїць.
Назви грудня в більшості мов світу походять од лат. December, утвореного від числівника decem (десять). У давньоримському календарі грудень був десятим місяцем року, що починався в березні. Дні від грудня до березня первісно не включалися до жодного місяця. Пізніше з них були утворені місяці січень та лютий і додані до початку року, але грудень зберіг свою назву December (десятий).

## Астрономія
На грудень припадає зимове сонцестояння в Північній півкулі, день з найменшою тривалістю світлового дня, і літнє сонцестояння в Південній півкулі, день з найбільшою тривалістю світлового дня (за винятком полярних регіонів, які в обох випадках не мають жодної або 24 годин, відповідно, поблизу сонцестояння). Грудень у Північній півкулі є сезонним еквівалентом червня у Південній півкулі, і навпаки. У Північній півкулі початок астрономічної зими традиційно припадає на 21 грудня або дату сонцестояння.
Метеорні дощі, що відбуваються в грудні, включають Андромедиди (25 вересня — 6 грудня, пік приблизно 9 листопада), Каніс-Міноріди (4 грудня — 15 грудня, пік приблизно 10–11 грудня), Кома Береніциди (12 грудня — 23 грудня, пік 16 грудня), Дельта Канкриди (14 грудня — 14 лютого, основний потік з 1 по 24 січня, пік 17 січня), Гемініди (13-14 грудня), Моноцеротіди (7 грудня по 20 грудня, пік 9 грудня. Цей зорепад може починатися і в листопаді), Феніциди (з 29 листопада по 9 грудня, з піком приблизно 5-6 грудня), Квадрантиди (зазвичай січневий зорепад, але може починатися і в грудні), Сигма Гідриди (4–15 грудня) та Урсиди (17 грудня — 25/26 грудня, пік приблизно 22 грудня).

## Астрологія
Знаки зодіаку в грудні: Стрілець (до 21 грудня) і Козеріг (з 22 грудня).

## Кліматична характеристика в Україні
Грудень є найтеплішим зимовим місяцем в Україні. Середня місячна температура повітря становить мінус 0—5 °C, в південних областях місцями 1—2 °C, у Криму (крім гірських районів) — від 2 до 6 °C. В Україні, крім південних та західних областей, здійснюється перехід середньої добової температури повітря через мінус 5 °C в бік зниження. Абсолютний мінімум температури повітря становить мінус 21—37 °C, у південних областях — мінус 17—28 °C, на узбережжі Криму місцями мінус 10—16 °C. Абсолютний максимум температури повітря сягає 10—18 °C, у південних областях та на Прикарпатті місцями 19—20 °C, у Криму — до 23 °C. Середня місячна кількість опадів складає 33—67 мм, у Карпатах, на Закарпатті та півдні Криму — 68—174 мм.
На більшій частині території України встановлюється стійкий сніговий покрив, лише на крайньому півдні він утворюється не щороку. У грудні порівняно з листопадом збільшується кількість днів з хуртовинами; зростає повторюваність ожеледі, особливо на Лівобережжі України.
Історичний мінімум температури (мінус 34,5 °C) зафіксовано 1908 р. в м. Берестин, на Південному узбережжі Криму (мінус 16,2 °C) — у 1899 р. (м. Севастополь). Історичний максимум температури в грудні (20,6 °C) зафіксовано в 1964 р. у с. Клепиніне.

## Свята і пам'ятні дні

### Офіційні в Україні
- 1 грудня
  - День працівників прокуратури
- 3 грудня
  - Міжнародний день людей з інвалідністю
- 5 грудня
  - День працівників статистики
- 6 грудня
  - День Збройних Сил України
- 7 грудня
  - День місцевого самоврядування
- 12 грудня
  - День Сухопутних військ України
- 14 грудня
  - День вшанування учасників ліквідації наслідків аварії на Чорнобильській АЕС
- 15 грудня
  - День працівників суду
- 17 грудня
  - День працівника державної виконавчої служби
- 19 грудня
  - День адвокатури
- 22 грудня
  - День енергетика
  - День працівників дипломатичної служби
- 24 грудня
  - День працівників архівних установ
- 25 грудня
  - Різдво Христове

#### Рухомі
- Друга неділя грудня
  - День благодійництва[25]

### Інші
- 1 грудня
  - Всесвітній день боротьби зі СНІДом
- 6 грудня‎
  - День святого Миколая
- 9 грудня
  - Міжнародний день боротьби з корупцією
  - Зачаття святою Анною Пресвятої Богородиці

### ООН
Нижче наведено всесвітні свята, які офіційно відзначаються Організацією Об'єднаних Націй:
- 1 грудня: Всесвітній день боротьби зі СНІДом
- 2 грудня: Міжнародний день боротьби за скасування рабства
- 3 грудня: Міжнародний день людей з інвалідністю
- 4 грудня: Міжнародний день банків
- 5 грудня: Міжнародний день добровольців в ім'я економічного і соціального розвитку та Всесвітній день ґрунтів
- 7 грудня: Міжнародний день цивільної авіації
- 9 грудня: Міжнародний день пам'яті жертв злочину геноциду, вшанування їхньої гідності та запобігання цьому злочину та Міжнародний день боротьби з корупцією
- 10 грудня: День прав людини
- 11 грудня: Міжнародний день гір
- 12 грудня: Міжнародний день нейтралітету та Міжнародний день загального охоплення послугами охорони здоров'я
- 18 грудня: Міжнародний день мігранта та День арабської мови
- 20 грудня: Міжнародний день солідарності людей
- 21 грудня: Всесвітній день медитації та Всесвітній день баскетболу
- 27 грудня: Міжнародний день протиепідемічної готовності

## Галерея

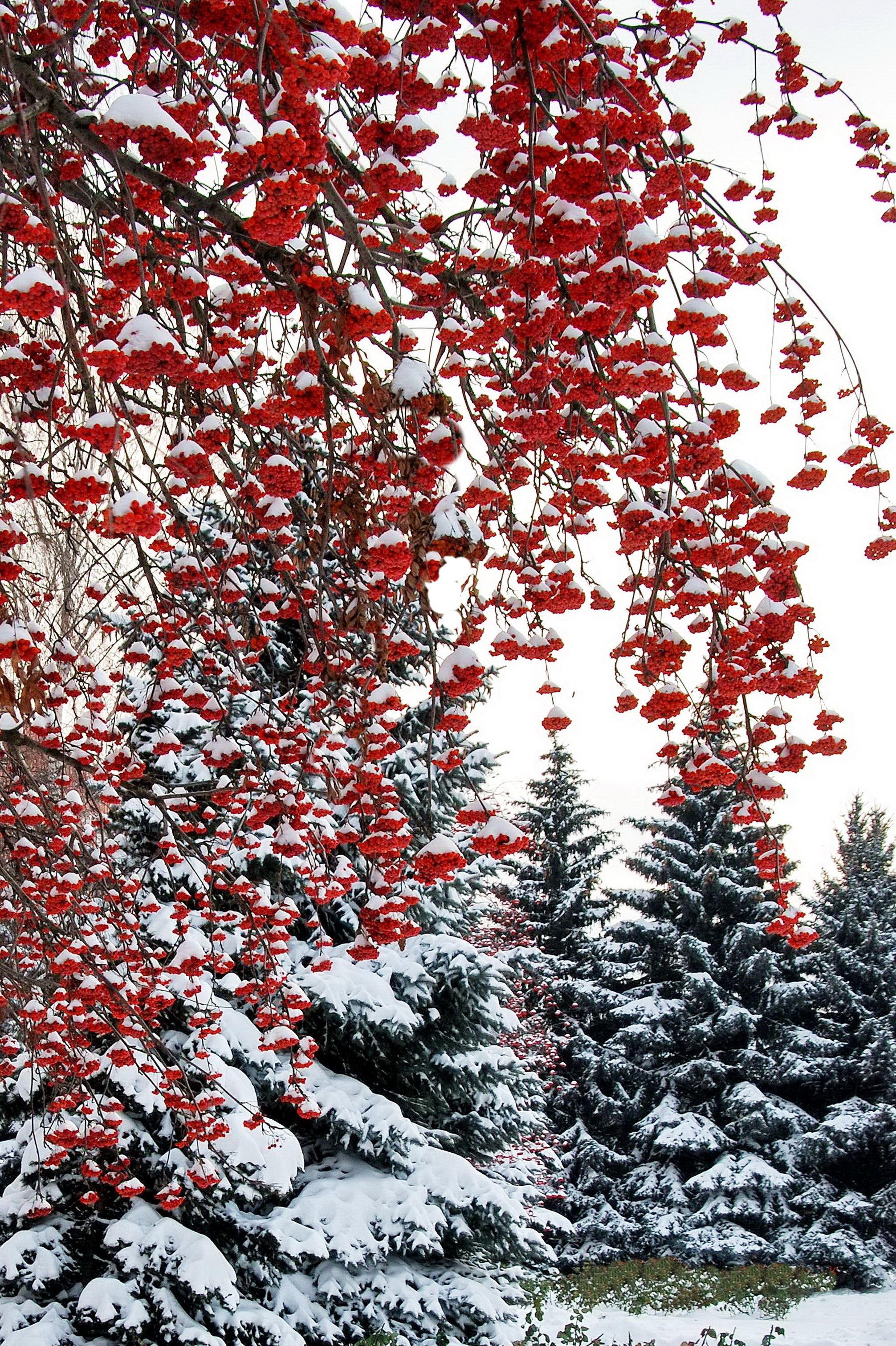
Грудень у м. Дніпро
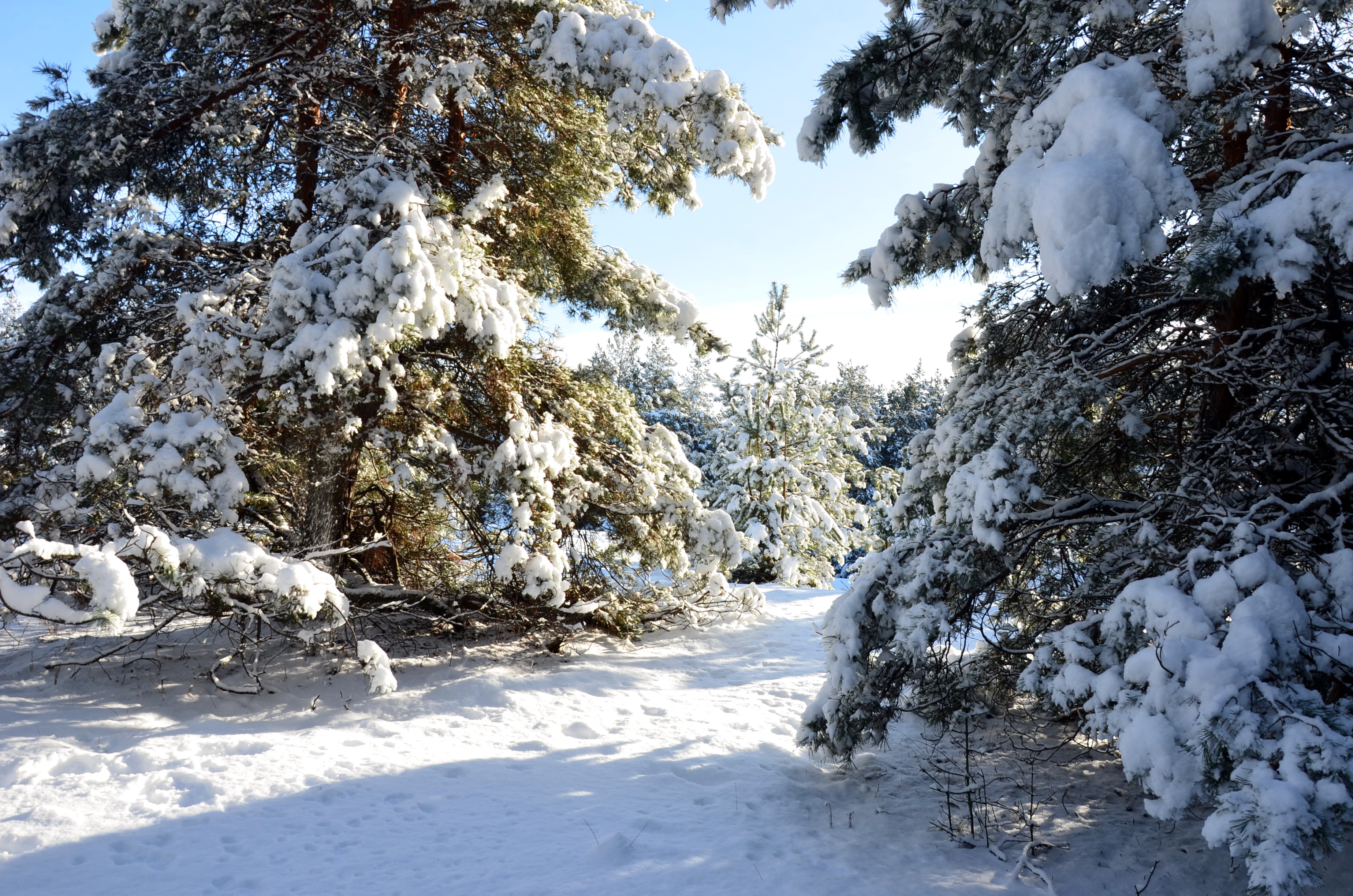
Грудень 2021 року на Січеславщині
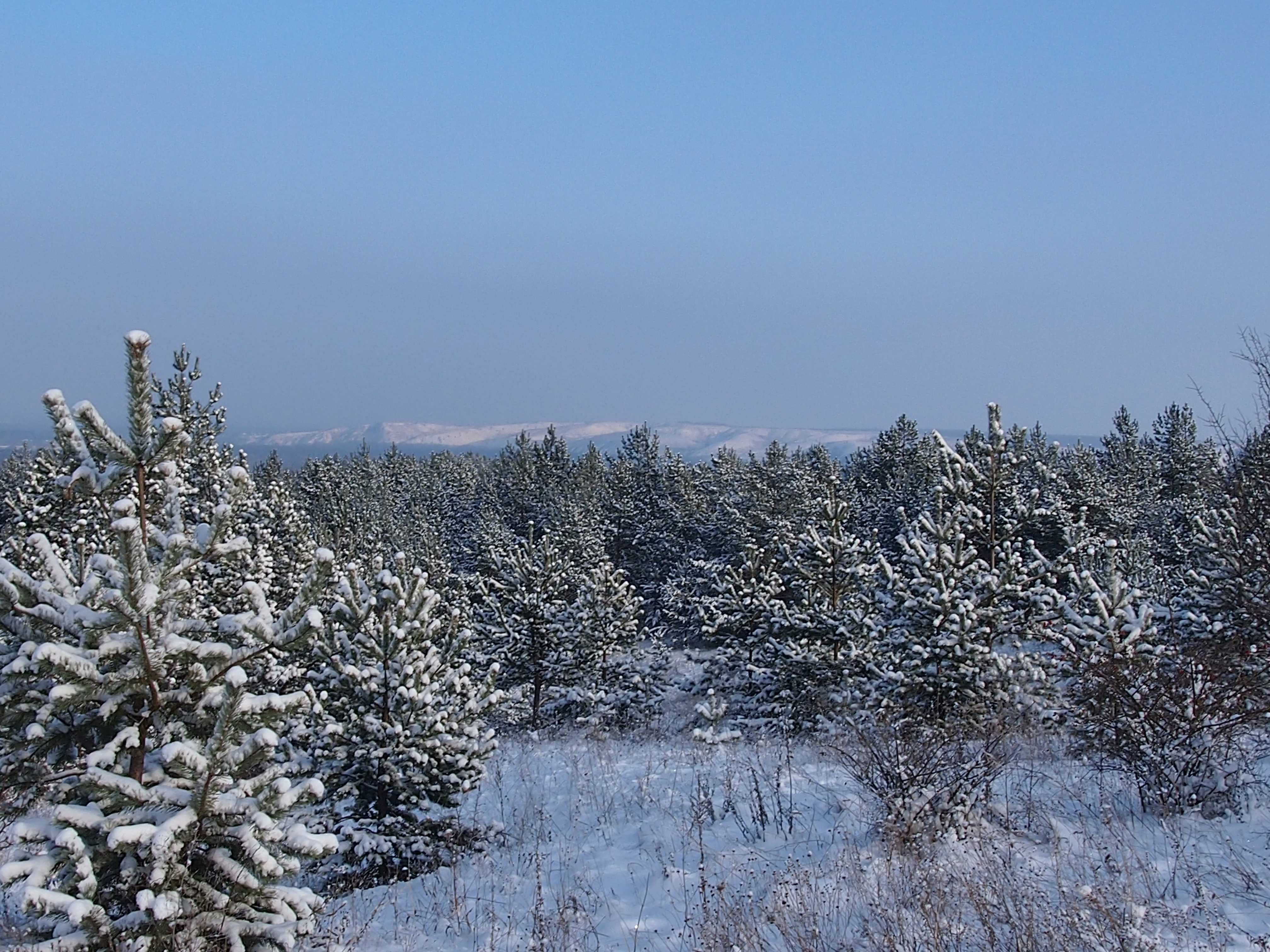
Грудень
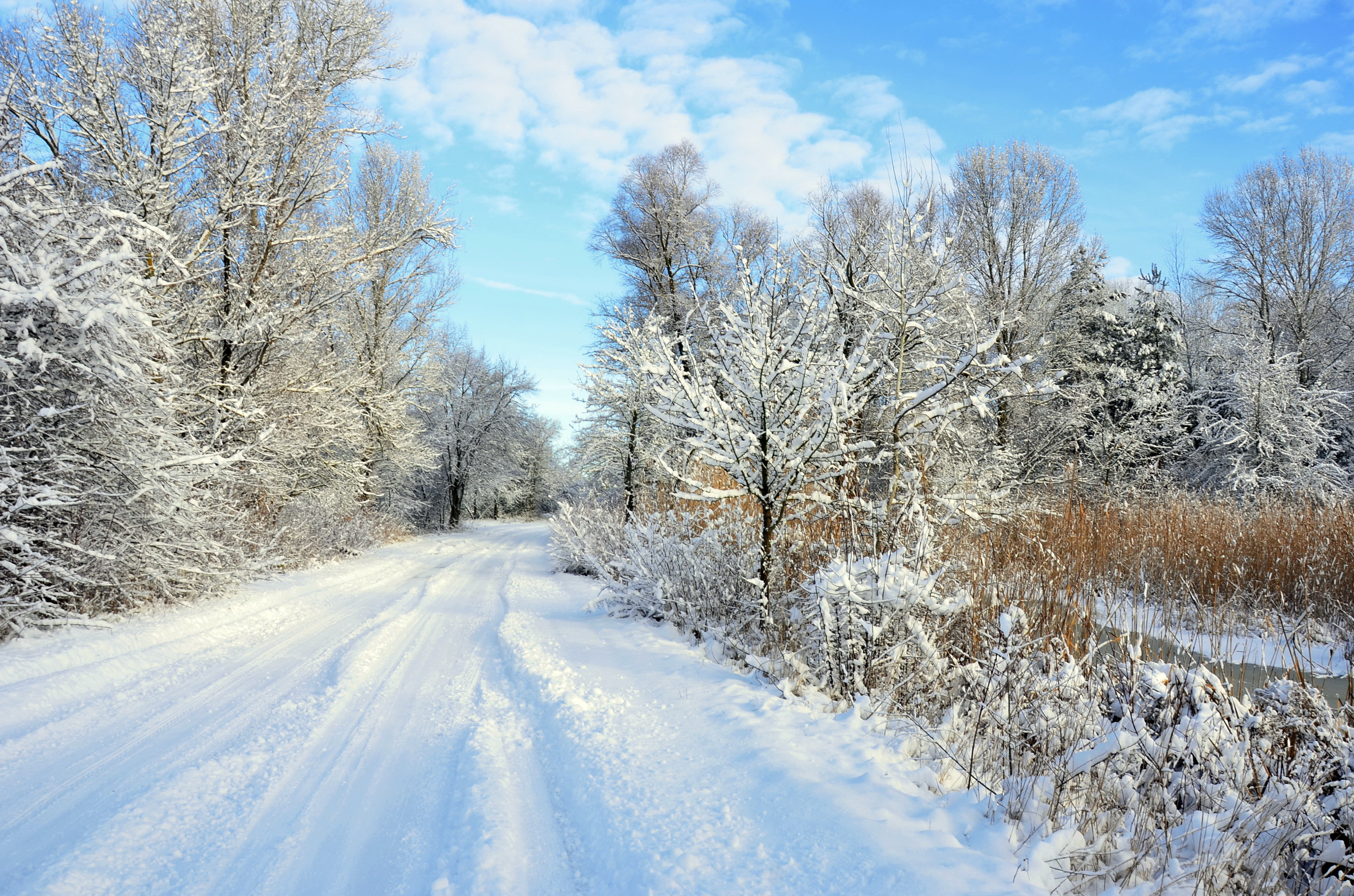
Грудневі шляхи України
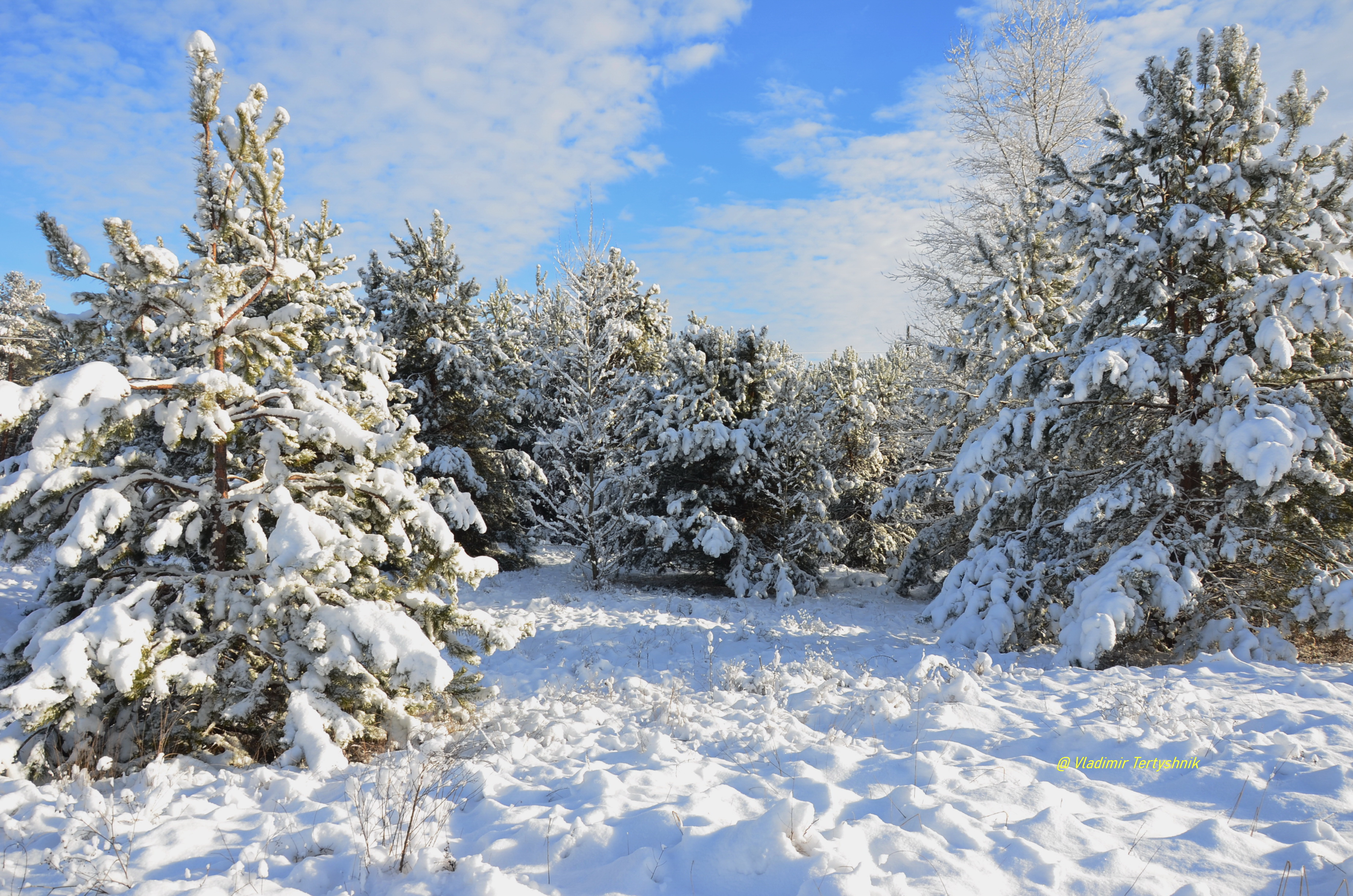
Сніжний грудень в Україні
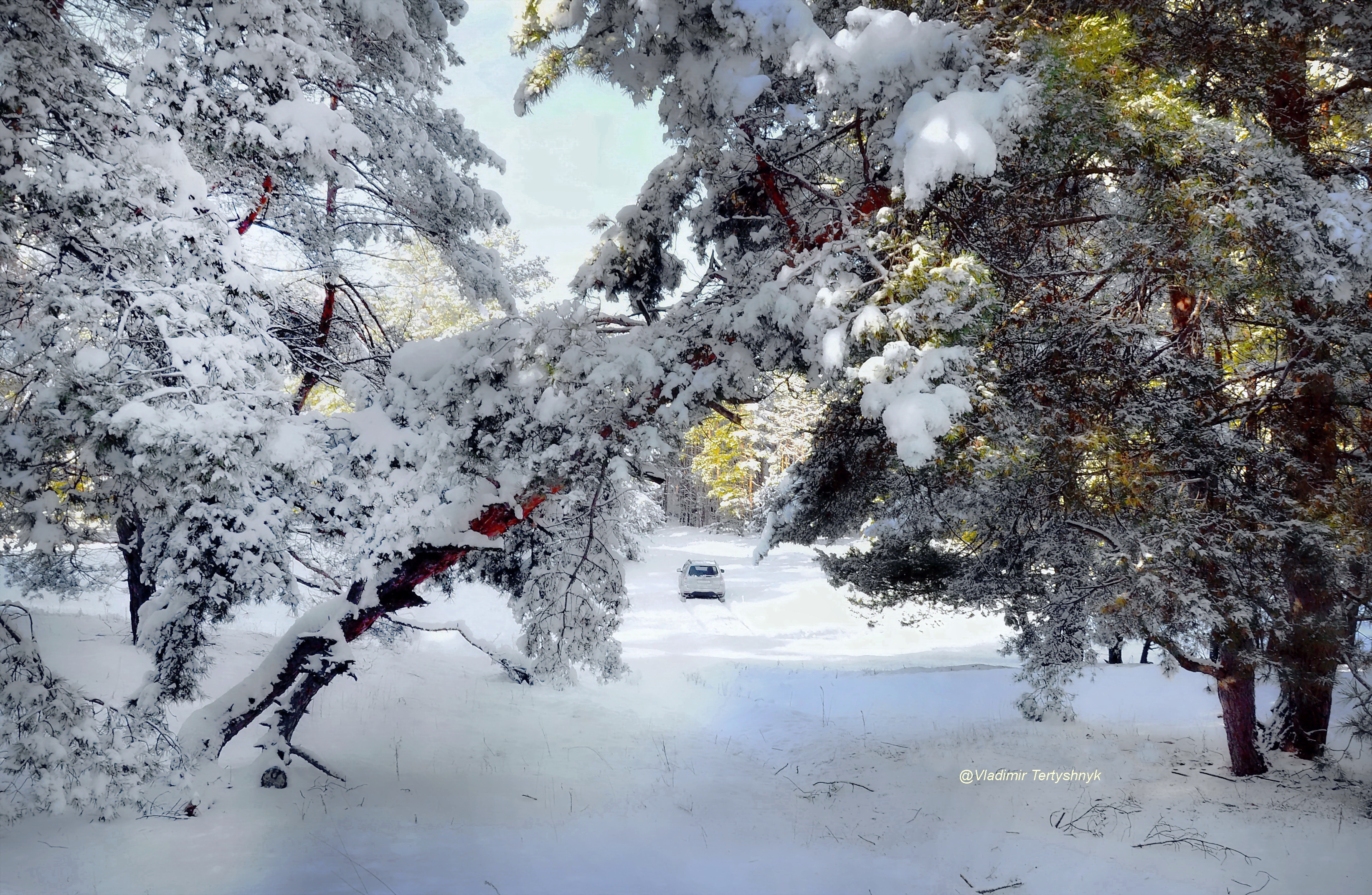
Грудень на Січеславщині
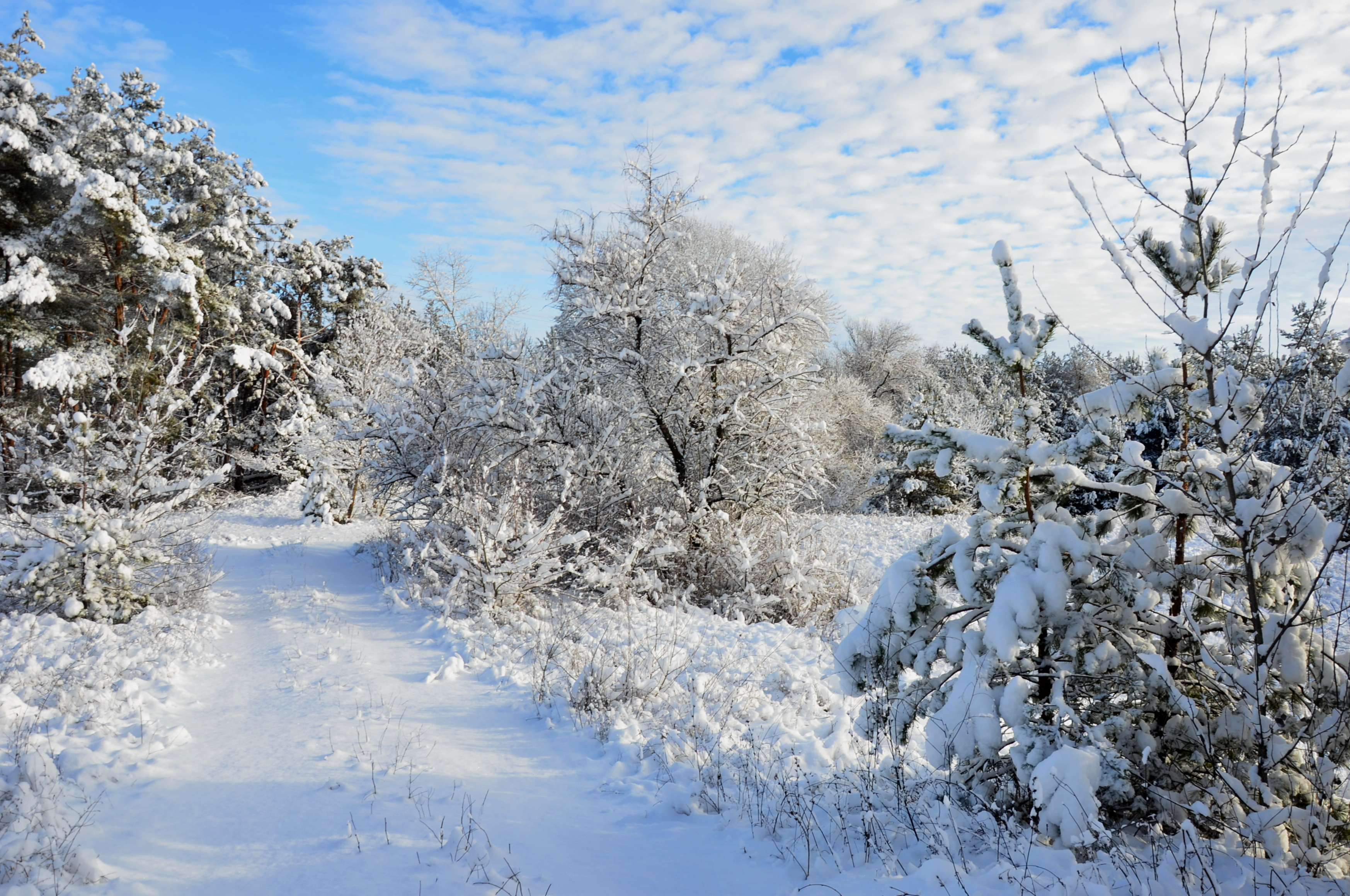
Гру́день на березі Дніпра в Кам'янському